# Cephalodiscida
Cephalodiscoidea
Ordre
Synonymes
- Cephalodiscoidea Beklemishev, 1951[1]

Les Cephalodiscida sont un ordre d'animaux ptérobranches.

## Taxinomie
Pour le World Register of Marine Species (21 avril 2022), cet ordre porte le nom de Cephalodiscoidea Beklemishev, 1951 et fait partie de la classe des Graptolithoidea Beklemishev, 1951.

## Description
On note une transformation de la proboscis en couronne de tentacules (régression qui les fait imiter les Lophophoronidés) ce qui procure un mode de nutrition suspensivore. Comme exemple, on peut citer Cephalodiscus grafilis.

## Liste des familles
Selon World Register of Marine Species (21 avril 2022) :
- famille des Cephalodiscidae Harmer, 1905